# Lisa Catena

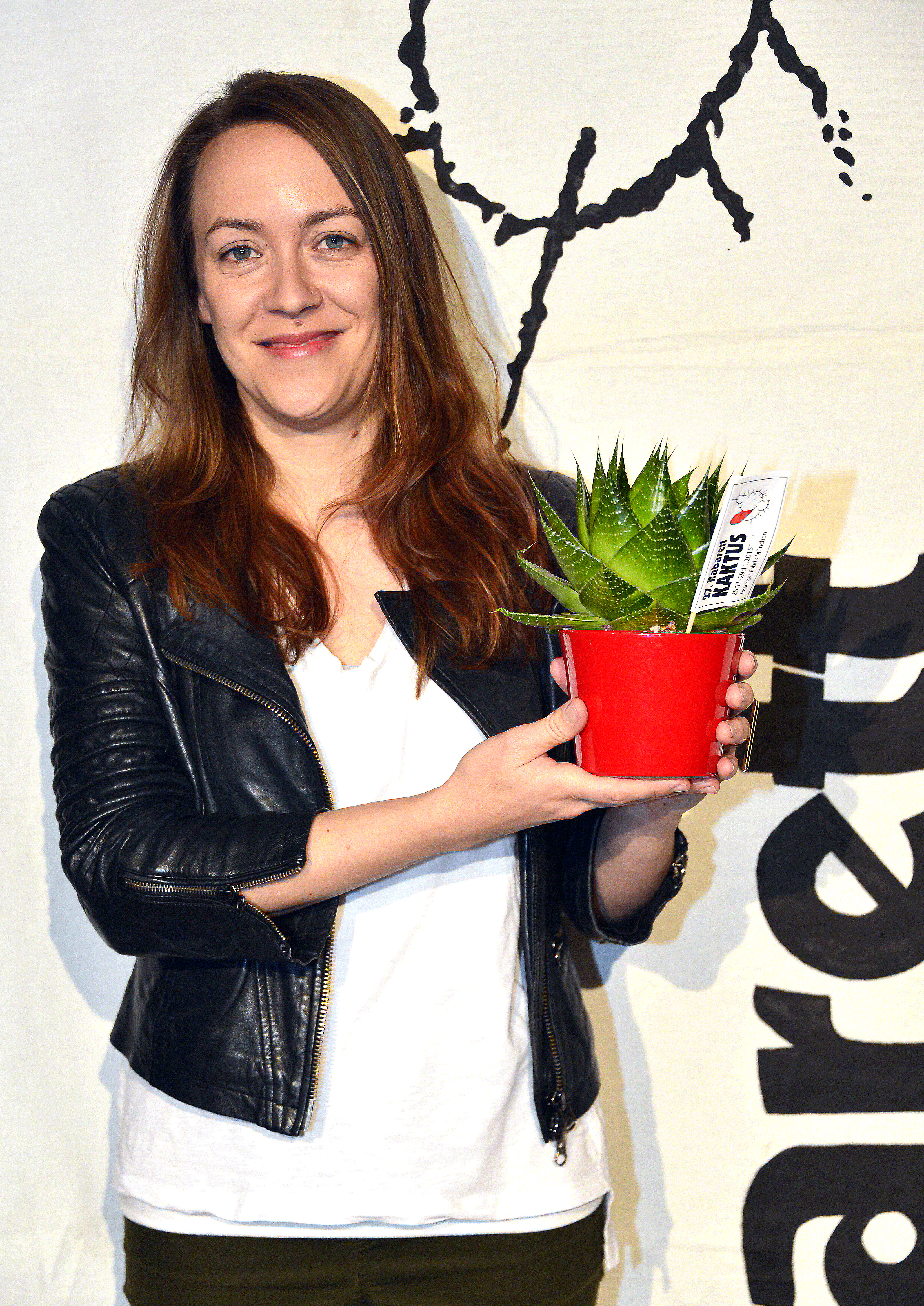
Lisa Catena (2015)

Lisa Catena (* 1979 in Thun) ist eine Schweizer Satirikerin, Kolumnistin, Moderatorin und Musikerin.

## Leben
Aufgewachsen ist Lisa Catena in Thun und Steffisburg. Ihr Vater stammt aus Reggio Calabria und wanderte in den 70er Jahren in die Schweiz ein. Ihre Mutter ist bildende Künstlerin. Mit 15 begann Catena, Lieder zu schreiben, kaufte sich eine E-Gitarre und gründete eine Punkrock-Band. Mit der Frauenband Ladies’ room entstanden zwei CDs.

## Programme
Als Liedermacherin veröffentlichte Catena zwei Solo-Alben im Berner Dialekt und absolvierte nebst Solo-Auftritten auch Doppelkonzerte mit dem Berner Singer-Songwriter Trummer. Mit ihren Kabarettprogrammen tourt Catena durch die Schweiz und Deutschland.
- 2009: Hinderzimmer (Liederprogramm)
- 2010: Tippmamsell (Liederprogramm)
- 2012: Wäutfriede (Kabarett)
- 2015: Wahlversprechen (Kabarett)
- 2016: Grenzwertig (Kabarett)
- 2017: Nume nid gsprängt! (Kabarett)
- 2018: Der Panda-Code (Kabarett)
- 2020: Fertig Theater! (Kabarett)

Catena schreibt Kolumnen für den Nebelspalter, das Thuner Tagblatt und den Blick am Abend (2013–2018) und ist als Moderatorin tätig.

## TV und Radio
Catena war verschiedentlich Gast im Schweizer Radio und Fernsehen (Comedy aus dem Labor, Deville Late Night), in der ARD (Nuhr im Ersten) und im Bayerischen Rundfunk (Schlachthof, Vereinsheim).
Im Schweizer Radio SRF 1 hostet sie die politische Satiresendung «Die Satire-Fraktion», die jeweils während der Session des Schweizer Parlaments ausgestrahlt wird.

## Diskographie
(ohne Ladies’ room)
- 2009: Hinderzimmer
- 2011: Tippmamsell

## Auszeichnungen
- 2012: Siegerin des 1. Oltner Kabarett-Castings[11]
- 2013: Siegerin Swiss Comedy Award[12]
- 2013: Preisträgerin Goldig Biberflade Appenzell[13]
- 2015: Siegerin Kabarett Kaktus[14]
- 2017: Stuttgarter Besen in Silber[15]
- 2019: Deutscher Kabarett-Preis (Förderpreis)[16]